# Мыксы
Мы́ксы (бел. Мы́ксы, пол. Myksy) — деревня в Сморгонском районе Гродненской области Белоруссии.
Входит в состав Залесского сельсовета.
Расположена на юго-западе района. Расстояние до районного центра Сморгонь по автодороге — около 15 км, до центра сельсовета агрогородка Залесье  по прямой — 15,5 км. Ближайшие населённые пункты — Богуши, Михничи, Олешишки. Площадь занимаемой территории составляет 0,0580 км², протяжённость границ 2350 м.

## История
Деревня отмечена на карте 1850 года как околица Мыксы в составе Кревской волости Ошмянского уезда Виленской губернии. В 1865 году Мыксы насчитывали 8 ревизских душ, относились к имению Крево.
После Советско-польской войны, завершившейся Рижским договором, в 1921 году Западная Белоруссия отошла к Польской Республике и деревня была включена в состав новообразованной сельской гмины Крево Ошмянского повета Виленского воеводства.
В 1938 году Мыксы насчитывали 13 дымов (дворов) и 58 душ.
В 1939 году, согласно секретному протоколу, заключённому между СССР и Германией, Западная Белоруссия оказалась в сфере интересов советского государства и её территорию заняли войска Красной армии. Деревня вошла в состав новообразованного Сморгонского района Вилейской области БССР. После реорганизации административного-территориального деления БССР деревня была включена в состав новой Молодечненской области в 1944 году. В 1960 году, ввиду новой организации административно-территориального деления и упразднения Молодечненской области, Мыксы вошли в состав Гродненской области.

## Население
| 1938 | 1999 | 2009 |
| ---- | ---- | ---- |
| 58   | 5    | 1    |

## Транспорт
К западу от Мыксов проходит автодорога местного значения Н6144 Голешонки — Олешишки.